# 平岡頼勝
平岡 頼勝（ひらおか よりかつ）は、戦国時代から江戸時代初期にかけての武将、大名。美濃徳野藩初代藩主。

## 生涯
永禄3年（1560年）、平岡頼俊の子として誕生した。はじめ諸国を流浪する浪人であったが、豊臣秀吉に才能を認められ、その家臣となった。
秀吉の甥・小早川秀秋が小早川家の養子として入った時、稲葉正成と共に秀秋付の家老となった。また、正室の従兄弟である黒田長政とは懇意であり、慶長5年（1600年）の関ヶ原の戦いにおいて長政と通じ、正成と共に主君・秀秋に東軍に寝返ることを勧めた。戦後は秀秋とは別に備前児島郡2万石を与えられ家老に任じられた。秀秋の乱心に家臣の多くが出奔する中で、最後まで秀秋に忠義を尽くした。秀秋死後は浪人を経て徳川家康に仕え、美濃徳野に1万石の所領を与えられた。
慶長7年（1607年）2月24日に死去。享年48。

## 関連作品
- 関ヶ原（1981年、TBSテレビ創立30周年記念番組、演：久米明）
- 徳川家康（1983年、NHK大河ドラマ、演：大宮悌二）
- 葵 徳川三代（2000年、NHK大河ドラマ、演：たかお鷹）
- 功名が辻（2006年、NHK大河ドラマ、演：山田明郷）
- 軍師官兵衛（2014年、NHK大河ドラマ、演：今井朋彦）